# باولا بوغاني
باولا بوغاني (المعروفة أيضًا باسم باولا بوغاني بينيت، 30 سبتمبر 1884 - 3 أغسطس 1982) كانت ناشطة في مجال حقوق المرأة وداعية سلام مجرية. توفي والدها عندما كانت صغيرة وتركت المدرسة في سن السادسة عشرة. عملت كأمينة للرابطة النسوية وساعدت في تنظيم المؤتمر السابع للتحالف الدولي لحقوق المرأة لعام 1913 الذي استضافته المجموعة في بودابست. إلى جانب روزيكا شويمر وأديل شبادي، وقد أسست مجلتين هما موديرن إيفيوشاغي كونيفتار (مكتبة الشباب الحديثة) وأ نو إيش أ تارشدالوم (المرأة والمجتمع). وكانت مندوبة لكل من مؤتمر النساء لعام 1915 في مؤتمر لاهاي ومؤتمر عام 1919 للرابطة النسائية الدولية للسلم والحرية الذي عقد في فيينا. كما رافقت شويمر في مهمة سفينة السلام غير الناجحة في عام 1916.
في عام 1919 انتقلت بوغاني إلى هامبورغ في ألمانيا، ودرست نظام مينسينديك للتربية البدنية. وبعد حصولها على الدبلوم انضمت بعد ذلك بعامين إلى شقيقها ويلي بوغاني في الولايات المتحدة. وعملت كمدربة لياقة بدنية في مدينة نيويورك وحصلت على الجنسية عام 1929. وضمت شبكة علاقاتها العديد من النسويات والمسرحيين. وفي عام 1954 كتبت كتاب طبخ مؤثر عن الطبخ المجري، وأعيد نشره بعد وفاتها في عام 1997. ويُذكر عنها في المقام الأول نشاطها كنسوية وداعية سلام دولية.

## حياتها المبكرة وتعليمها
ولدت بوليانا جوليا فيثتمان، المعروفة باسم «باولا»، في 30 سبتمبر عام 1884 في سيجد في النمسا-المجر، لعائلة يهودية، ووالداها هما هيلين (لقبها قبل الزواج كوليش) وجوزيف فيثمان. وكانت الأصغر بين أربعة أطفال بينهم شقيقان هما ناندور وفيلموس، وأخت غير شقيقة تدعى إيلكا. وعندما كانت في الثالثة من عمرها انتقلت العائلة إلى دير سابق في بودابست. وأصبح المبنى بمثابة مستودع لأعمال والدها التجارية. وفقد الأب عمله في فيضان نهر الدانوب وتوفي حين كان أطفاله صغارًا. وكانت والدتهم تعيل الأسرة من عملها كخياطة وعاملة تطريز. ووصفت باولا والدتها بأنها بوهيمية الأسرة وقالت إن منزل طفولتها كان مليئًا بالفنانين والمثقفين الذين عرّفوهم بالفن والكتب والموسيقى. وعلى الرغم من التحاقها بالمدرسة فقد تركتها باولا في سن السادسة عشرة. وفي أكتوبر عام 1903 غيّر كل من فيلموس وباولا لقبهما بشكل قانوني إلى بوغاني.

## مسيرتها المهنية
بعد عمل بوغاني لفترة وجيزة في شركة نفط، تولت منصب أمينة الرابطة النسوية التي تأسست عام 1904. وخلال المؤتمر السابع للتحالف الدولي لحق المرأة في التصويت (أي دبليو إس إيه) لعام 1913 شغلت منصب الأمين العام للمجلس التنفيذي الذي نظم مؤتمر بودابست. وفي ذلك العام بصحبة روزيكا شويمر وأديل شبادي أسست مجلة موديرن إيفيوشاغي كونيفتار (مكتبة الشباب الحديثة)، وهي مجلة رائدة تركز على نشر أدب الشباب المتميز. وأسس الثلاثي أيضًا مجلة أ نو إيش أ تارشدالوم (المرأة والمجتمع) كهيئة تابعة للرابطة النسوية (المرأة والمجتمع) في ذلك العام. وأصبحت محررة مجلة أ نو إيش أ تارشدالوم، وعملت أيضًا كصحفية في اللجنة السياسية للجمعية الوطنية لحق الاقتراع. ومثلت هي وفيلما غلوكليتش الرابطة النسوية في مؤتمر النساء في لاهاي لعام 1915.
في عام 1916 طلبت شويمر التي كانت تعيش في الولايات المتحدة في ذلك الوقت أن تقابلها بوغاني في ستوكهولم لمساعدتها في مهمة سفينة السلام التي يرعاها هنري فورد. ووصلت في يناير في الوقت المناسب لحضور مؤتمر المحايدة للوساطة المستمرة. وعندما غادر فورد أوروبا قبل بدء المؤتمر حاولت شويمر الاستمرار في المشروع، لكنه انسحب كمنسق له في مارس عام 1916. ثم سافرت المرأتان إلى هولندا لحضور تجمع حاشد للاحتفال بالذكرى السنوية الأولى لمؤتمر لاهاي. وانضمت بوغاني إلى الحزب الشيوعي المجري في عام 1918. وجرى اختيارها مع غلوكليتش كمندوبتين عن الرابطة النسوية إلى مؤتمر عام 1919 للرابطة النسائية الدولية للسلام والحرية الذي عقد في فيينا.